# Daniel Jillings
Daniel Jillings, né le 2 septembre 1982 à Oldham, est un acteur anglais et ancien officier de police dans la police du Grand Manchester. Il est connu pour son rôle du soldat Mick Cooper dans le film de guerre Enemy Lines se déroulant durant la Seconde Guerre mondiale, aux côtés d’Ed Westwick et John Hannah. Il a joué le gendarme détective Will Gibbons dans le drame Prey d’ITV ainsi que Billy Parker dans Hollyoaks, et il a tenu des rôles récurrents dans BBC Doctors, Emmerdale et Casualty. Il est le deuxième acteur à jouer Billy Parker dans Hollyoaks.
Avec Danny Miller, il a cofondé en 2011 l’association caritative pour le deuil des enfants Once Upon a Smile,.

## Filmographie
- 2012 : Coronation Street : PC Ashcroft
- 2012 : Casualty : Chris Heyworth
- 2013 : Doctors : Mark Halcombe
- 2014 : Doctors : Bruno Jacobs
- 2014-2015 : Prey : Détective Constable Will Gibbons[5]
- 2018 : Hollyoaks : Billy Parker
- 2019 : The Barking Murders : Pc Holden
- 2020 : Enemy Lines : soldat Mick Cooper